# Navour-sur-Grosne
Navour-sur-Grosne est une nouvelle commune française située dans le département de Saône-et-Loire, en région Bourgogne-Franche-Comté.
Créée le 1er janvier 2019, elle a le statut administratif de commune nouvelle.

## Géographie

### Climat
Pour des articles plus généraux, voir Climat de la Bourgogne-Franche-Comté et Climat de Saône-et-Loire.
En 2010, le climat de la commune est de type climat océanique dégradé des plaines du Centre et du Nord, selon une étude du Centre national de la recherche scientifique s'appuyant sur une série de données couvrant la période 1971-2000. En 2020, Météo-France publie une typologie des climats de la France métropolitaine dans laquelle la commune est dans une zone de transition entre le climat semi-continental et le climat de montagne et est dans une zone de transition entre les régions climatiques « Centre et contreforts nord du Massif Central » et « Bourgogne, vallée de la Saône ».
Pour la période 1971-2000, la température annuelle moyenne est de 11 °C, avec une amplitude thermique annuelle de 17,2 °C. Le cumul annuel moyen de précipitations est de 872 mm, avec 11,2 jours de précipitations en janvier et 7,3 jours en juillet. Pour la période 1991-2020, la température moyenne annuelle observée sur la station météorologique de Météo-France la plus proche, « Jalogny_sapc », sur la commune de Jalogny à 7 km à vol d'oiseau, est de 11,2 °C et le cumul annuel moyen de précipitations est de 873,4 mm. 
La température maximale relevée sur cette station est de 39,6 °C, atteinte le 12 août 2003 ; la température minimale est de −21,6 °C, atteinte le 17 janvier 1985,,.
Les paramètres climatiques de la commune ont été estimés pour le milieu du siècle (2041-2070) selon différents scénarios d'émission de gaz à effet de serre à partir des nouvelles projections climatiques de référence DRIAS-2020. Ils sont consultables sur un site dédié publié par Météo-France en novembre 2022.

## Urbanisme

### Typologie
Au 1er janvier 2024, Navour-sur-Grosne est catégorisée commune rurale à habitat dispersé, selon la nouvelle grille communale de densité à sept niveaux définie par l'Insee en 2022.
Elle est située hors unité urbaine. Par ailleurs la commune fait partie de l'aire d'attraction de Mâcon, dont elle est une commune de la couronne,. Cette aire, qui regroupe 105 communes, est catégorisée dans les aires de 50 000 à moins de 200 000 habitants,.

## Toponymie
D'une part, le nom de la commune est composé de Navour qui est le nom d'une colline située sur le territoire de la commune de Brandon entre les trois villages formant la commune nouvelle. Le terme Grosne fait référence à la rivière qui traverse la commune.

## Histoire
La commune nouvelle de Navour-sur-Grosne est formée de la réunion des communes de Brandon, Clermain, et Montagny-sur-Grosne. La création de cette commune a été actée pour 1er janvier 2019 par un arrêté préfectoral du 13 novembre 2018.

## Politique et administration

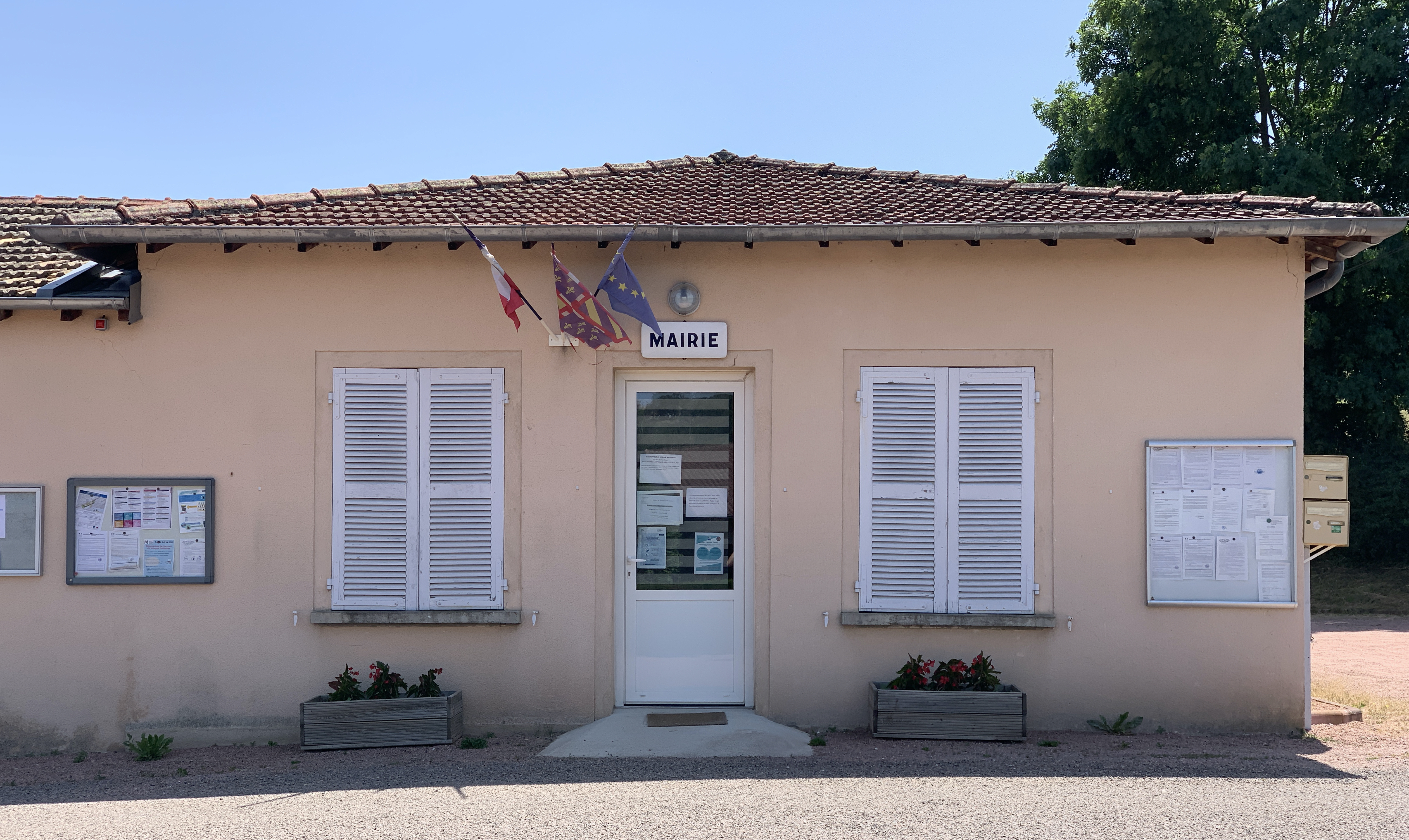
Mairie.

| Nom                 | Code Insee | Intercommunalité                                       | Superficie (km2) | Population (dernière pop. légale) | Densité (hab./km2) |
| ------------------- | ---------- | ------------------------------------------------------ | ---------------- | --------------------------------- | ------------------ |
| Clermain (siège)    | 71134      | CC Saint Cyr Mère Boitier entre Charolais et Mâconnais | 5,78             | 228 (2016)                        | 39                 |
| Brandon             | 71055      | CC Saint Cyr Mère Boitier entre Charolais et Mâconnais | 10,14            | 298 (2016)                        | 29                 |
| Montagny-sur-Grosne | 71304      | CC Saint Cyr Mère Boitier entre Charolais et Mâconnais | 6,84             | 120 (2016)                        | 18                 |

### Liste des maires
| Période | Période  | Identité        | Étiquette | Qualité |
| ------- | -------- | --------------- | --------- | ------- |
| 2019    | 2020     | Fabienne Prunot |           |         |
| 2020    | En cours | Fabienne Prunot |           |         |

## Culture et patrimoine

### Lieux et monuments
- Église Saint-Pancrace de Brandon.

## Pour approfondir